# Pleurozia curiosa
Pleurozia curiosa là một loài rêu trong họ Pleuroziaceae. Loài này được B. Thiers mô tả khoa học đầu tiên năm 1993.